# Borodinia
Borodinia é um género botânico pertencente à família Brassicaceae.